# محمد بن مرادي
محمد بن مرادي سياسي جزائري من مواليد 3 أفريل 1954 في الجزائر العاصمة، المدير العام السابق للعقار الوطني. تم تعيينه في أغسطس 2017، وزير التجارة الجزائري  قبل استبداله في أبريل 2018.

## سيرة

### التكوين
بعد الدراسة في مدرسة الأولاد بسانت يوجين (بولوغين) الجزائر العاصمة، درس محمد بن مرادي في ثانوية عقبة. بعد البكالوريا، تخرج من المدرسة الوطنية للإدارة في الاقتصاد والتمويل. كما أكمل دورة قصيرة في المعهد الدولي للإدارة العامة (IIAP- باريس) في عام 1993 في مجال الضرائب والتطوير.

### المسار المهني
من 1980 إلى 1990، كان محمد بن مرادي هو مدير الدراسات والتوثيق في المجلس الشعبي الوطني. ثم تم تعيينه مديرًا عامًا للدراسات بمجلس الشعب الوطني. يشغل هذا المنصب عامين قبل أن يكون، في مجلس الوزراء المفوض للميزانية، مسؤولاً عن الدراسات والتوليف من 1992 إلى 1996. ثم تم تعيين محمد بن مرادي، في عام 1996، مديراً عاماً للوحدة الوطنية (1996-2010).
من عام 1999 إلى عام 2002 ومن عام 2005 إلى عام 2010، شغل منصب حاكم الجزائر في صندوق أوبك ومقره في فيينا (النمسا).
ثم، لمدة خمس سنوات، محمد بن مرادي هو مدير في CNEP-Banque (2005-2010).
بالتوازي مع ذلك، سيكون محمد بن مرادي عضواً في اللجنة الوطنية للعمليات العقارية في الخارج لمدة 14 عامًا من 1996 إلى 2010.
وكان أيضًا أستاذًا في معهد الدراسات الجمركية والضريبية (IEDF).

### مهنة سياسية
في عام 1978 ، انضم محمد بن مرادي إلى فريق المجلس الوطني لنواب الشعب في أول مجلس تشريعي له  وأصبح أحد المتعاونين مع رابح بيطاط.
غادر المجلس الشعبي الوطني في عام 1992 ، عندما تم حل المجلس. ثم انضم إلى ديوان وزير المالية اين أصبح مستشارًا له. في عام 1997 ، تم تعيينه مديرا عاما للنطاقات.
بعد التعديل الوزاري في 28 مايو 2010 ، دخل حكومة أويحيى من خلال الباب الأمامي، ورث وزارة تمار إلى حد ما «إعادة تنظيم». يصبح وزيرا للصناعة والمؤسسات الصغيرة والمتوسطة وتشجيع الاستثمار. رجل من السجلات المعروفة بسلامته، محمد بوتريدي يطلب من بوتفليقة إصلاح قطاع الصناعة الذي يعاني من عدة سنوات من التجوال.
بعد تشكيل حكومة سلال في 4 سبتمبر 2012 ، تم تعيينه وزيراً للسياحة والصناعات التقليدية. انتقد سجله من قبل بعض المراقبين. شغل هذا المنصب لمدة عام واحد فقط، في سبتمبر 2013 ، حصل محمد بن مرادي على وزارة العمل والتشغيل والضمان الاجتماعي خلال تعديل وزاري. يشغل هذا المنصب حتى مايو 2014 قبل أن يصبح، من سبتمبر 2014 إلى أغسطس 2017 ، مستشارًا لرئيس الجمهورية الجزائرية.
في أغسطس 2017 ، حل محمد بن مرادي محل أحمد عبد الحفيظ ساسي ويتولى منصب وزارة التجارة الجزائرية.
تم استبداله خلال التعديل الوزاري في 4 أبريل 2018 بواسطة سعيد جلاب.

### حياة خاصة
إنه لا يزال مؤيدًا مخلصًا لفريق مولودية لكرة القدم في الجزائر ولاعب كرة يد رائع في السبعينيات مع الفريق الجزائري USMA ... (رباح ب. زميل سابق)!